# Lahcen Daoudi
Pour les articles homonymes, voir Daoudi.
Lahcen Daoudi est un universitaire et homme politique marocain affilié au Parti de la justice et du développement. Le 3 janvier 2012, il est nommé ministre de l'Enseignement supérieur, de la Recherche scientifique et de la Formation des cadres dans le gouvernement Benkirane.

## Origines et études
Il est issu d'une famille de riches notables, son père était affilié au Parti de l'Istiqlal (PI). Dans sa jeunesse, il rejoint l'Union nationale des forces populaires (UNFP) de Abderrahim Bouabid. Mais la quitte plus tard pour rejoindre le mouvement islamiste.
Il est titulaire d'un DEA, et d'un doctorat en sciences économiques délivrés par l'université de Lyon . Il devient ensuite professeur d'économie au Maroc.

## Parcours politique
Lors des élections législatives marocaines de 2002, il est élu député du PJD à Fès.
En 2003, il représente le PJD comme vice-président du parlement.
En 2005, il est élu vice-secrétaire général lors du cinquième congrès national.
Lors des élections législatives marocaines de 2007, il est élu député dans la circonscription Fès-Nord à Fès.
Le 12 juin 2009, il est élu aux élections communales à Rabat.
Après les élections législatives, du 25 novembre 2011 il devient le chef du groupe parlementaire du PJD.
Il est désigné le 3 janvier 2012 comme ministre de l'Enseignement supérieur et de la Recherche dans le gouvernement présidé par Abdelilah Benkirane.
Le 5 avril 2017, il est nommé ministre délégué auprès du Chef du gouvernement chargé des Affaires générales et de la Gouvernance dans le gouvernement El Othmani. Le 6 juin 2018, il présente sa démission après avoir été vivement critiqué pour avoir pris parti contre la campagne de boycott de certains produits en cours dans le royaume, notamment lors d'un sit-in des salariés de la Centrale Danone devant le Parlement. Annoncé dans un premier communiqué, cette information sème un temps la confusion et le secrétariat général du PJD annonce, le 8 juin 2018, n'avoir reçu aucune confirmation et (ou) validation de la démission de la part du roi Mohammed 6